# Higashifushimi Yorihito
Pour les articles homonymes, voir Komatsu (homonymie).
Le prince Higashifushimi Yorihito 東伏見宮依仁親王 (Higashifushimi-no-miya Yorihito-Shinnō) né le 19 septembre 1867, décédé le 27 juin 1922 est le dernier descendant de la famille impériale Higashifushimi-no-miya (en). Amiral, il sert lors de la guerre russo-japonaise.

## Biographie
Il est d'abord connu comme « prince Fushimi Sadamaro », avant d'être adopté par la famille Higashifushimi-no-miya en 1869 ; adopté par l'Empereur Meïji pour figurer sur la liste de succession au trône en 1886, il succède au nom de Komatsu à la mort de son frère Komatsu Akihito en 1903.

## Études
Il commence ses études militaires à l'École navale impériale du Japon puis au Collège naval de Dartmouth . Il vit en France de 1887 à 1890 et où il est reçu à l'École navale.

### Carrière militaire
De retour en sa terre natale en octobre 1891 il la sert dans de nombreuses unités de la Marine impériale et en particulier lors de la première guerre sino-japonaise. Il est capitaine du Fuso en 1901, du Chiyoda en janvier 1905 et du Takachiho la même année. 

### Guerre russo-japonaise
Sa participation à la guerre lui vaut d'être reçu dans l'ordre du Milan d'or de troisième classe.
Il est ensuite capitaine du Kasuga  et entre alors au Quartier Général de la marine en 1906 et amiral en décembre 1909.
Il représente l'empereur lors du couronnement du roi Georges V le 30 juin 1911. Il commande le district naval de Yokosuka en 1913 puis la Seconde flotte en 1917. Il est, à titre posthume, nommé amiral de la flotte et grand cordon de l'ordre du Chrysanthème.